# Stercorite
La stercorite est un minéral hydraté de la famille des phosphates, de formule chimique NH4NaHPO4 · 4 H2O ; c'est donc la forme naturelle du sel microcosmique (en). La stercorite cristallise dans le système triclinique. Ses cristaux sont solubles dans l'eau et fondent à 79 °C.
Le nom stercorite, forgé à partir du latin stercus (« crotte »), fait référence au guano dans lequel ce minéral a été identifié pour la première fois.